# Musée d'histoire locale de Kirovohrad
Le musée d'histoire locale de Kirovohrad est un bâtiment classé qui abrite un musée ethnographique en Ukraine au 40 de la rue de l'architecte Pautchenko.

## Historique
Le premier musée, a été créé en 1883 par Volodimir Iastrebov, ethnographe et archéologue. L'institution a été réactivée par Pavlo Riabkov en 1913. Mais freiné par la Grande Guerre, il reprit son essor en 1922. Il fut pillé lors de la Seconde Guerre mondiale. Il reçut de nouvelles collections en 1994.
Il gère aussi le musée-mémorial de Marko Kropyvnytsky.

### Bâtiment
Il a été construit entre 1895 et 1910 dans le style Art nouveau et accueille depuis 1929 le musée.

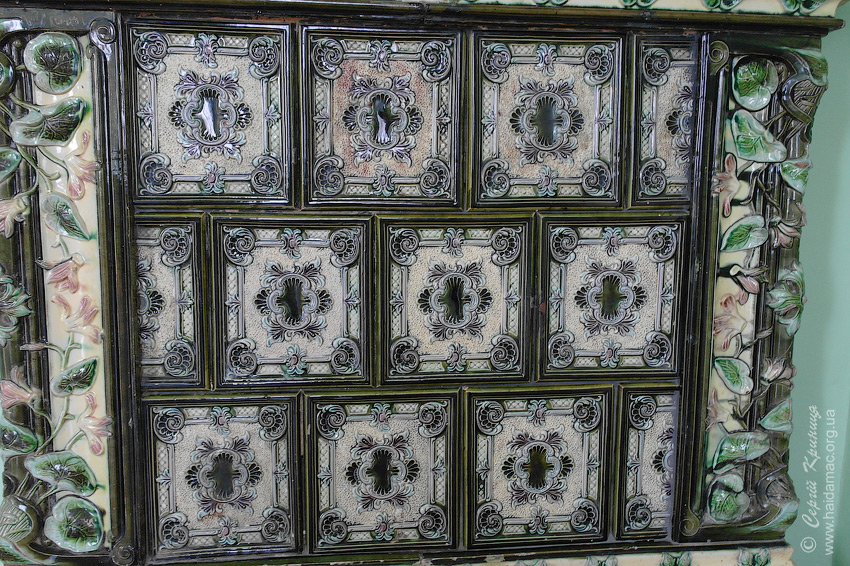
Architecture intérieure
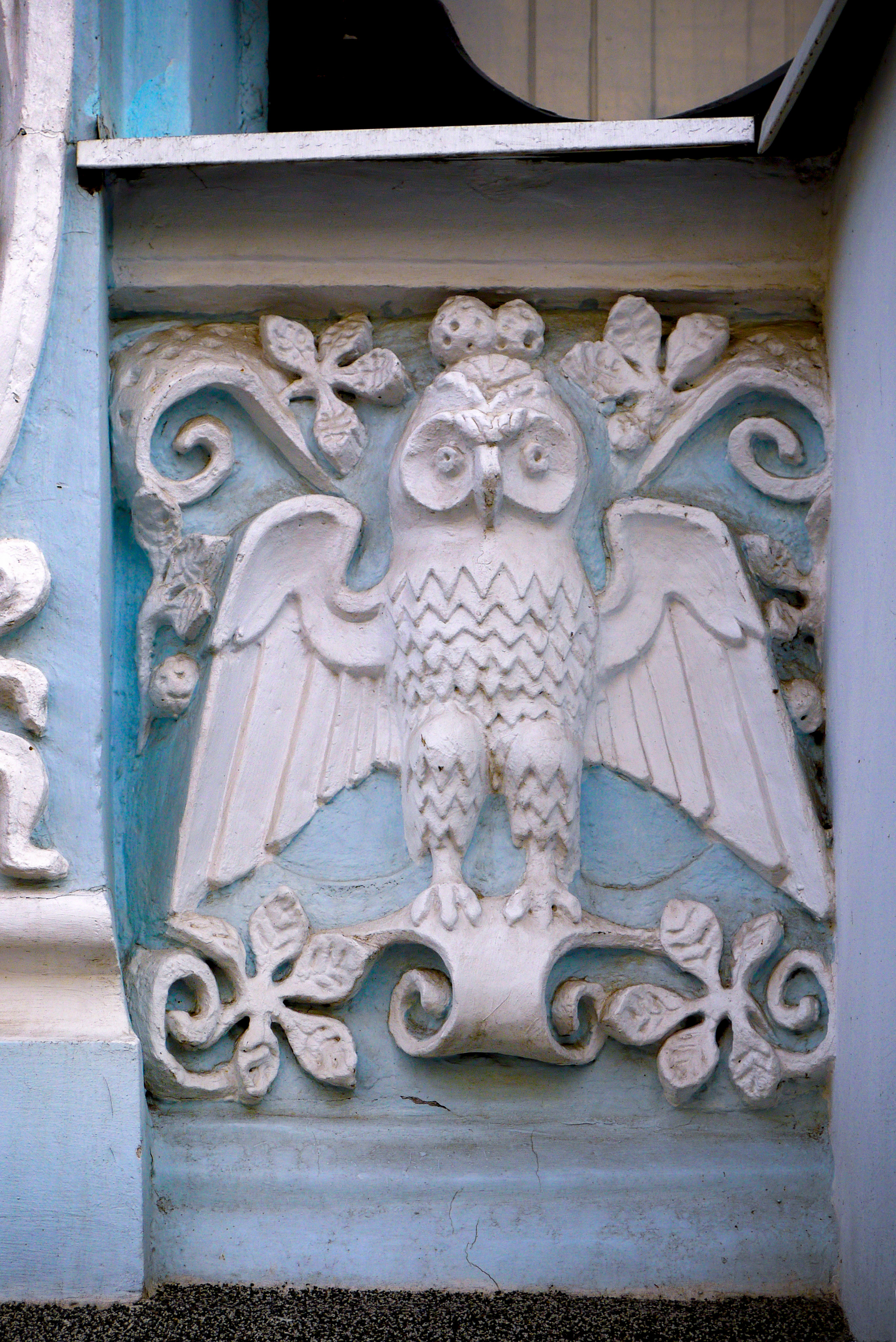
et extérieure.
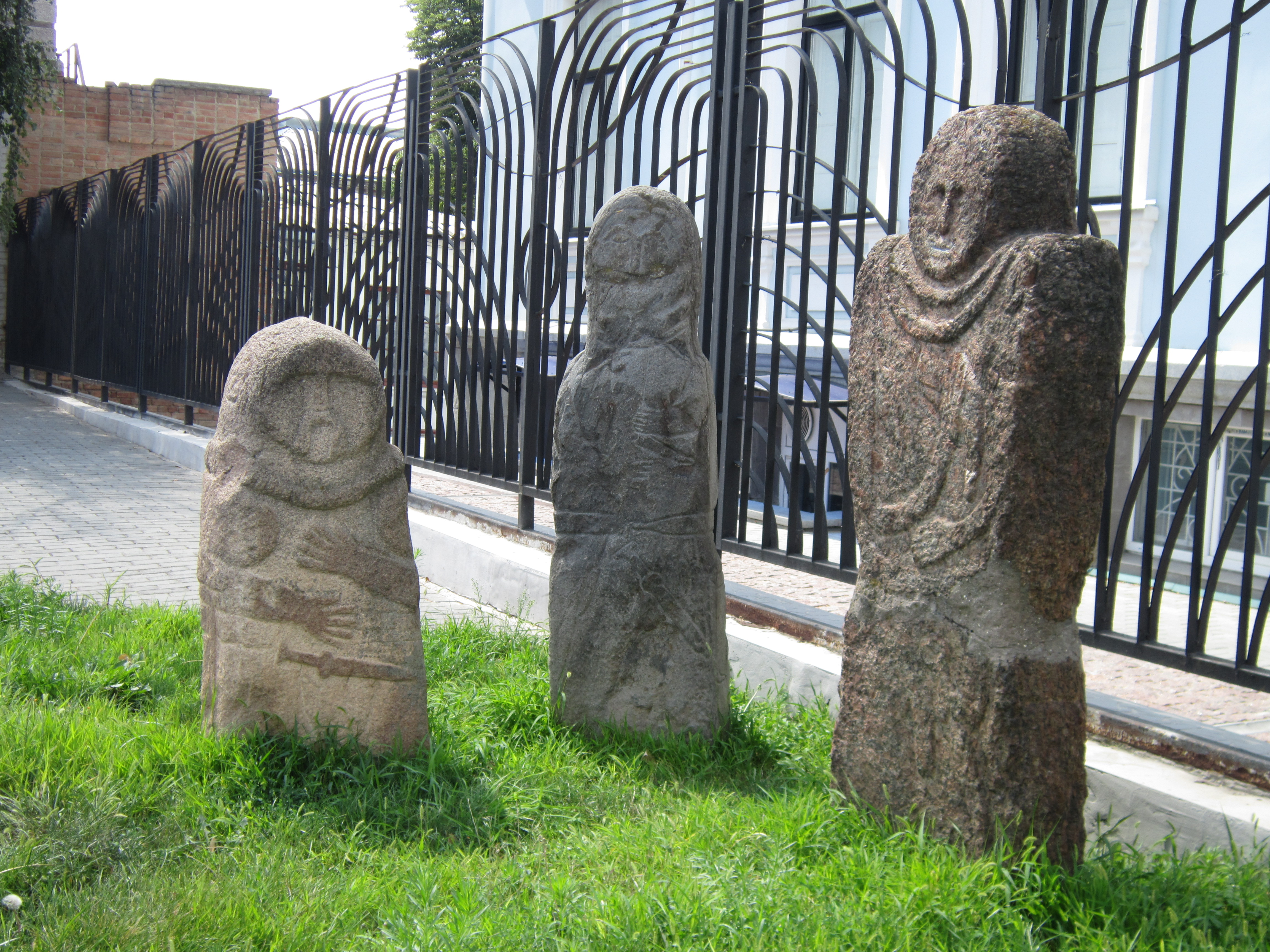
Statues scythe en extérieur.
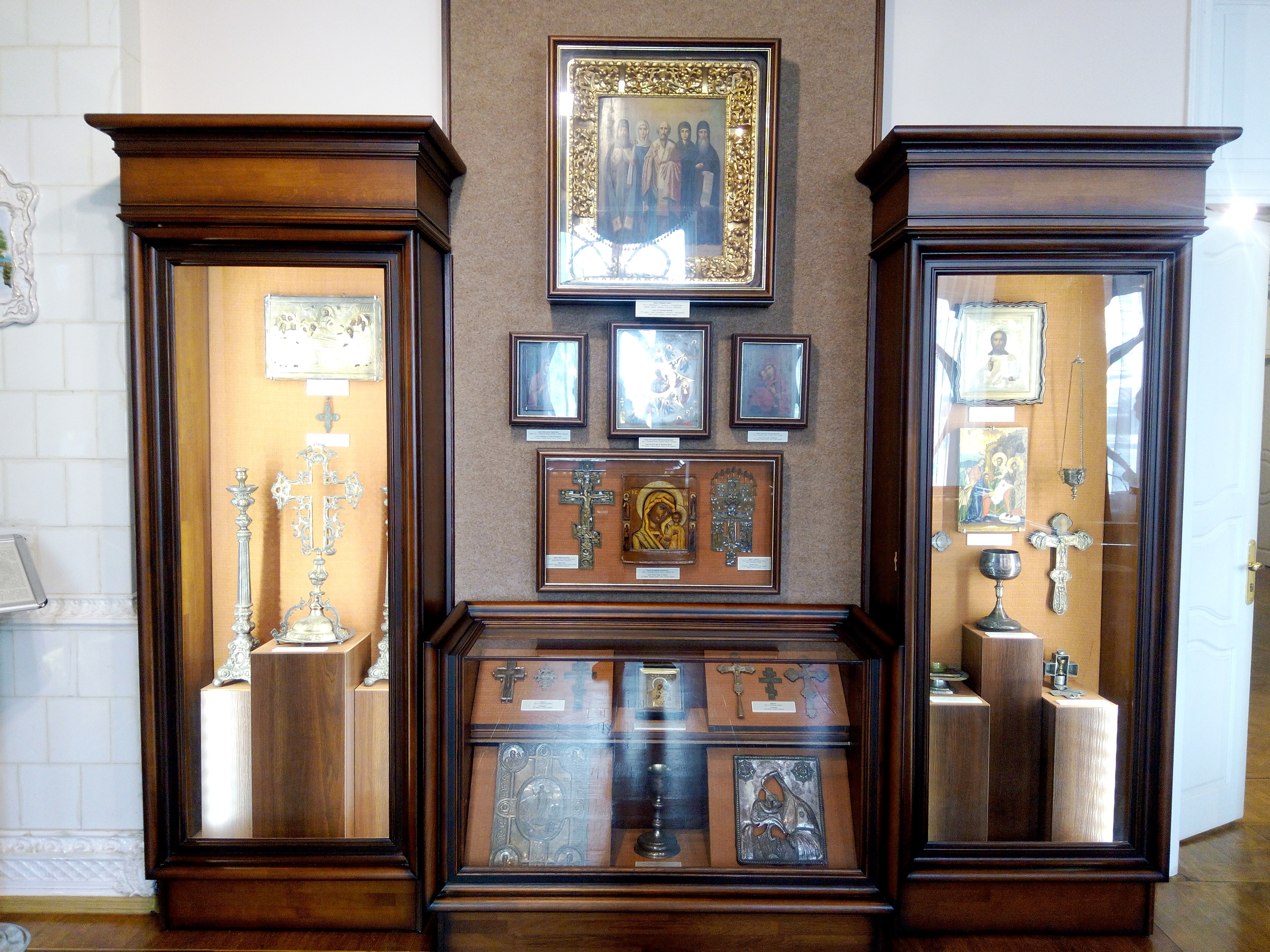
Vitrines
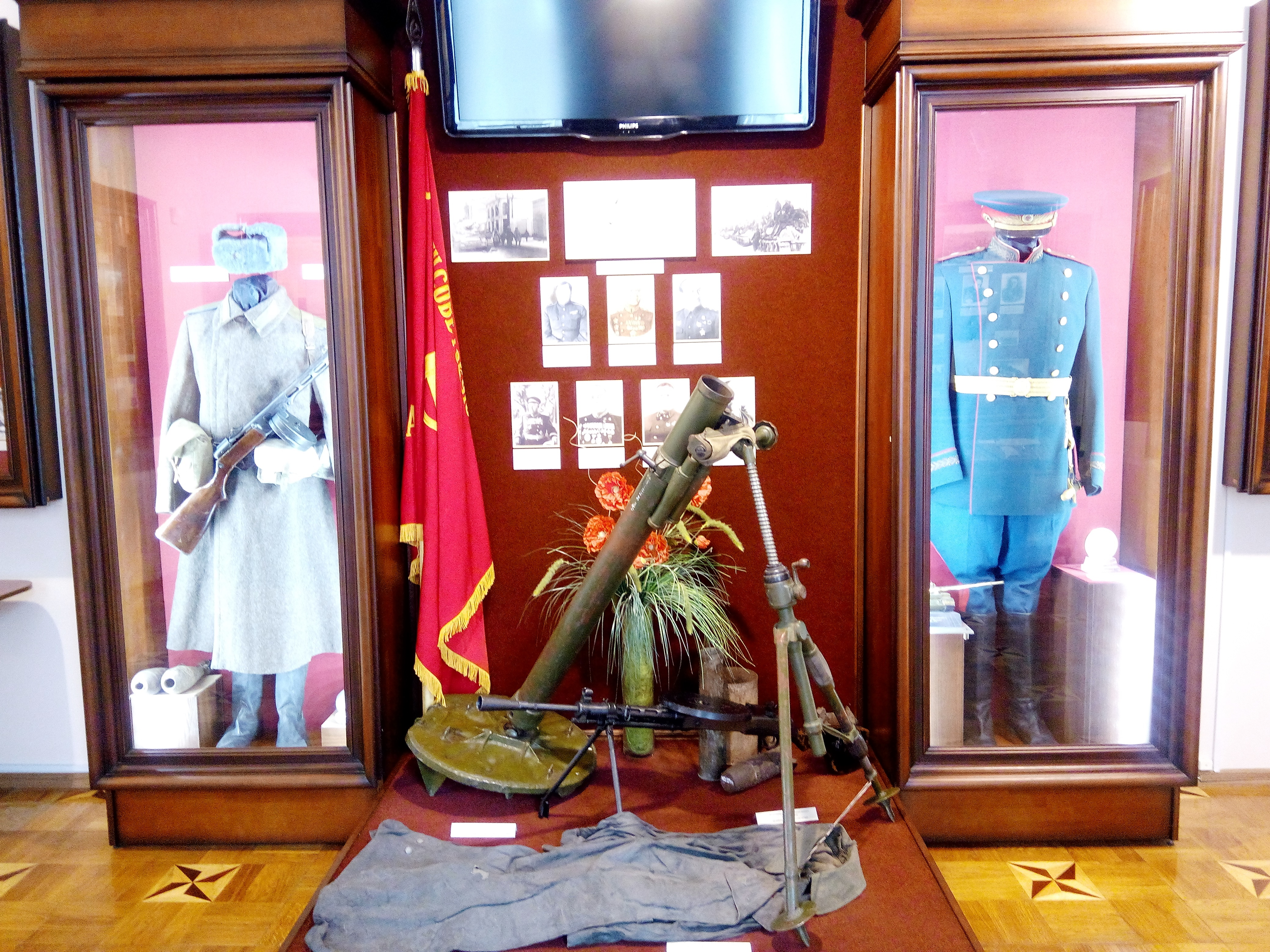
du musée.
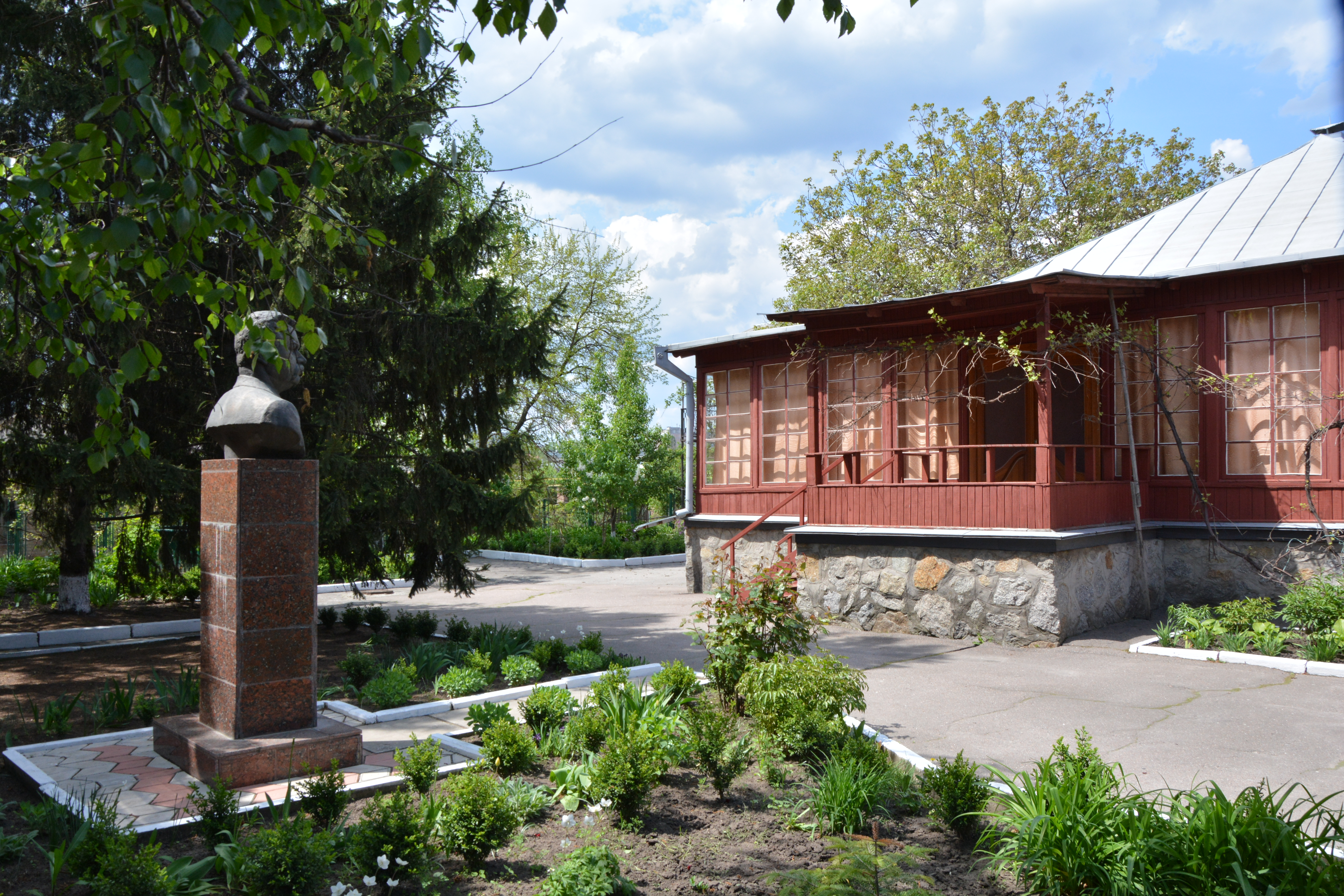
Bâtiment et buste classés